# حركية السموم
تصف حركية السمومعملية الامتصاص والتوزيع والتمثيل الغذائي وإفراز المركبات في الجسم مع مرور الوقت، أي دراسة معدلات أو حركية ADME في ظل ظروف تقييم السمية (معدل دخول المادة إلى النظام البيولوجي وما يحدث للمادة بمجرد دخولها إلى النظام)، مما يسمح للباحثين بتقدير الجرعة الداخلية من تركيز التعرض الخارجي، أو استخدام الحركية السمية العكسية، لحساب تركيز التعرض الخارجي المقدر من الجرعة الداخلية المعروفة.
تظهر فائدة الحركية السمية في تقييم السمية وتفسير بيانات السموم الحيوانية كأداة مهمة في اكتشاف المنتجات وتطويرها. مع تنفيذ المبادئ التوجيهية للمؤتمر الدولي للتنسيق (ICH) بشأن التعرض الجهازي واختيار الجرعة، تم دمج الحركية السمية في تقييمات السمية الروتينية.

## علاقتها بحركية الأدوية
حركية السموم هي تطبيق للحركية الدوائية لتحديد العلاقة بين التعرض الجهازي للمركب وسميته. يتم استخدامها في المقام الأول لإقامة علاقات بين التعرض في تجارب علم السموم في الحيوانات والتعرض المقابل في البشر. ومع ذلك، يمكن استخدامها أيضًا في تقييمات المخاطر البيئية من أجل تحديد الآثار المحتملة لإطلاق المواد الكيميائية في البيئة. من أجل قياس التأثيرات السامة، يمكن الجمع بين حركية السموم والديناميكيات السمية. تُستخدم نماذج السمية الحركية السمية (TKTD) في علم السموم البيئية (انظر موقع نماذج السموم البيئية على الويب حول النماذج الرياضية في علم السموم البيئية).
وبالمثل، فإن نماذج الحركة السمية الفسيولوجية هي نماذج حركية دوائية فسيولوجية تم تطويرها لوصف سلوك المادة السامة والتنبؤ بها في جسم الحيوان؛ على سبيل المثال، ما هي أجزاء (أقسام) الجسم التي قد تميل المادة الكيميائية إلى الدخول إليها (مثل الدهون والكبد والطحال وما إلى ذلك)، وما إذا كان من المتوقع أن يتم استقلاب المادة الكيميائية أو إفرازها وبأي معدل أم لا. يمكن أن تكون دراسات حركية السموم ذات قيمة في تقييم سلامة المواد المستخدمة في تطوير جهاز طبي أو في توضيح آلية التفاعلات الضارة المرصودة. يمكن أيضًا تطبيق دراسات حركية السموم على الأجهزة الطبية التي تحتوي على مكونات فعالة، وفي هذه الحالة، يجب أخذ التشريعات الصيدلانية بعين الاعتبار. ينبغي النظر بعناية في الحاجة إلى الدراسات السمية الحركية ومداها بناءً على طبيعة ومدة اتصال الجهاز بالجسم. يمكن أن تكون الأدبيات السمية والبيانات الحركية السمية كافية لهذا الاعتبار.
دراسات حركية السموم هي توليد بيانات حركية للتعرض الجهازي وتقييم سمية الدواء والأجهزة. تساعدنا هذه الدراسات في تقدير السمية الملحوظة لتلك المادة المكشوفة. يعد تقييم حركية السموم مهمًا جدًا في مرحلة تطوير الجهاز من المنظور التنظيمي والعلمي. هناك العديد من المبادئ التوجيهية لإجراء دراسة الحركية السمية في الحيوانات التي أوصت بها الهيئات التنظيمية (منظمة التعاون والتنمية في الميدان الاقتصادي). يعد تقييم حركية السمية مفيدًا في اختيار المادة، وكمية المادة، واختيار المادة البديلة، وتقييم آلية السمية، ويستخدم أيضًا لتحديد مستوى التعرض الآمن في المراحل السريرية.